# Seznam savců Česka
Seznam savců Česka uvádí všechny savce vyskytující se v historické době volně či polovolně, třeba i na malém území, v Česku. Seznam obsahuje i člověkem zavlečené druhy či druhy, které se na naše území dostali odjinud samovolně.

## Šelmy
| Druh                                     | Obrázek                                         | Ohrožení dle ČR   | Ohrožení dle IUCN | Původ taxonu                                                                 |
| ---------------------------------------- | ----------------------------------------------- | ----------------- | ----------------- | ---------------------------------------------------------------------------- |
| norek americký Mustela vison             |                                                 | bez ochrany       | 3                 | • nepůvodní • výskyt od konce 19. století                                    |
| norek evropský Mustela lutreola          |                                                 | bez ochrany       | 7                 | • původní • vyhuben od 1896                                                  |
| tchoř tmavý Mustela putorius             |                                                 | bez ochrany       | 3                 | • původní                                                                    |
| tchoř stepní Mustela eversmanii          |                                                 | kriticky ohrožený | 3                 | • původní                                                                    |
| kuna lesní Martes martes                 |                                                 | bez ochrany       | 3                 | • původní                                                                    |
| kuna skalní Martes foina                 |                                                 | bez ochrany       | 3                 | • původní                                                                    |
| lasice kolčava Mustela nivalis           |                                                 | bez ochrany       | 3                 | • původní                                                                    |
| lasice hranostaj Mustela erminea         |                                                 | bez ochrany       | 3                 | • původní                                                                    |
| jezevec lesní Meles meles                |                                                 | bez ochrany       | 3                 | • původní                                                                    |
| vydra říční Lutra lutra                  |                                                 | silně ohrožený    | 4                 | • původní                                                                    |
| medvěd hnědý Ursus arctos                |                                                 | kriticky ohrožený | 3                 | • původní • vyhuben od května 1885 do 1905 a od 1905 do 70. let 20. století  |
| mýval severní Procyon lotor              |                                                 | bez ochrany       | 3                 | • nepůvodní • výskyt od 2. pol. 30. let 20. století                          |
| psík mývalovitý Nyctereutes procyonoides |                                                 | bez ochrany       | 3                 | • nepůvodní • výskyt cca od 1959                                             |
| liška obecná Vulpes vulpes               |                                                 | bez ochrany       | 3                 | • původní                                                                    |
| vlk obecný Canis lupus                   |                                                 | kriticky ohrožený | 3                 | • původní • vyhuben od 1850 do 1891, od 1891 do 1914 a od 1914 do února 1976 |
| šakal obecný Canis aureus                | A Golden Jackal - Powalgarh, Uttarakhand, India | bez ochrany       | 3                 | • nepůvodní (přirozená expanze) • výskyt od 1998                             |
| rys ostrovid Lynx lynx                   |                                                 | silně ohrožený    | 4                 | • původní • vyhuben od 1835 do 1894 a od 1894 do 50. let 20. století         |
| kočka divoká Felis silvestris            |                                                 | kriticky ohrožený | 3                 | • původní • vyhuben od přelomu 18. a 19. století do 50. let 20. století      |

## Lichokopytníci
| Druh                      | Obrázek | Ohrožení dle ČR | Ohrožení dle IUCN | Původ taxonu                                                              |
| ------------------------- | ------- | --------------- | ----------------- | ------------------------------------------------------------------------- |
| kůň domácí Equus caballus |         | bez ochrany     | –                 | • domestikovaný • od roku 2015 v polovolném chovu, plemeno exmoorský pony |
| tarpan Equus ferus        |         | bez ochrany     | 9                 | • původní • vyhuben před příchodem Slovanů                                |

## Sudokopytníci
| Druh                                     | Obrázek | Ohrožení dle ČR | Ohrožení dle IUCN | Původ taxonu                                                                                              |
| ---------------------------------------- | ------- | --------------- | ----------------- | --- |
| prase divoké Sus scrofa                  |         | bez ochrany     | 3                 | • původní • vyhuben od 1801 do pol. 20. století                                                           |
| jelen lesní Cervus elaphus               |         | bez ochrany     | 3                 | • původní                                                                                                 |
| daněk evropský Dama dama                 |         | bez ochrany     | 3                 | • nepůvodní • výskyt od 2. pol. 15. století                                                               |
| jelen sika Cervus nippon                 |         | bez ochrany     | 3                 | • nepůvodní • výskyt od 1897 pouze v polovolném chovu, cca od 1945 ve volné přírodě                       |
| jelenec běloocasý Odocoileus virginianus |         | bez ochrany     | 3                 | • nepůvodní • výskyt od pol. 19. století                                                                  |
| srnec obecný Capreolus capreolus         |         | bez ochrany     | 3                 | • původní                                                                                                 |
| los evropský Alces alces                 |         | silně ohrožený  | 3                 | • původní • vyhuben od 12. až 15. století do 1957                                                         |
| kamzík horský Rupicapra rupicapra        |         | bez ochrany     | 3                 | • nepůvodní • výskyt od 1907                                                                              |
| paovce hřivnatá Ammotragus lervia        |         | bez ochrany     | 5                 | • nepůvodní • výskyt od 1976 do 2002                                                                      |
| koza bezoárová Capra aegagrus            |         | bez ochrany     | 3                 | • nepůvodní • výskyt od 1953 ve volné přírodě, od 1994 pouze v polovolném chovu                           |
| ovce domácí Ovis aries                   |         | bez ochrany     | –                 | • domestikovaný • od 50. let 19. století zdivočelé populace, poddruh muflon evropský (Ovis aries musimon) |
| tur domácí Bos tauros                    |         | bez ochrany     | –                 | • domestikovaný • od roku 2015 v polovolném chovu, plemeno tauros                                         |
| pratur Bos primigenius                   |         | bez ochrany     | 9                 | • původní • vyhuben od 10. až 12. století                                                                 |
| zubr evropský Bison bonasus              |         | bez ochrany     | 3                 | • původní • vyhuben od 14. století do března 2012, od března 2012 pouze v polovolném chovu                |

## Zajíci
| Druh                                | Obrázek | Ohrožení dle ČR | Ohrožení dle IUCN | Původ taxonu                        |
| ----------------------------------- | ------- | --------------- | ----------------- | ----------------------------------- |
| zajíc polní Lepus europaeus         |         | bez ochrany     | 3                 | • původní                           |
| králík divoký Oryctolagus cuniculus |         | bez ochrany     | 3                 | • nepůvodní • výskyt od 13. století |

## Hlodavci
| Druh                                    | Obrázek            | Ohrožení dle ČR   | Ohrožení dle IUCN | Původ taxonu                                             |
| --------------------------------------- | ------------------ | ----------------- | ----------------- | -------------------------------------------------------- |
| veverka obecná Sciurus vulgaris         |                    | ohrožený          | 3                 | • původní                                                |
| sysel obecný Spermophilus citellus      |                    | kriticky ohrožený | 5                 | • původní                                                |
| bobr evropský Castor fiber              |                    | silně ohrožený    | 3                 | • původní • vyhuben od 1650 do 1882 od 1882 do 1976      |
| nutrie říční Myocastor coypus           |                    | bez ochrany       | 3                 | • nepůvodní • výskyt od 70. let 20. století              |
| křeček polní Cricetus cricetus          |                    | silně ohrožený    | 3                 | • původní                                                |
| norník rudý Myodes glareolus            |                    | bez ochrany       | 3                 | • původní                                                |
| hryzec vodní Arvicola terrestris        |                    | bez ochrany       | 3                 | • původní                                                |
| ondatra pižmová Ondatra zibethicus      | Ondatra zibethicus | bez ochrany       | 3                 | • nepůvodní • výskyt cca od 1905                         |
| hraboš polní Microtus arvalis           |                    | bez ochrany       | 3                 | • původní                                                |
| hraboš mokřadní Microtus agrestis       |                    | bez ochrany       | 3                 | • původní                                                |
| hrabošík podzemní Microtus subterraneus |                    | bez ochrany       | 3                 | • původní                                                |
| krysa obecná Rattus rattus              |                    | bez ochrany       | 3                 | • původní • vyhubena od 13. století do konce 19. století |
| potkan Rattus norvegicus                |                    | bez ochrany       | 3                 | • nepůvodní • výskyt od 18. století                      |
| myš domácí Mus musculus                 |                    | bez ochrany       | 3                 | • původní                                                |
| myška drobná Micromys minutus           |                    | bez ochrany       | 4                 | • původní                                                |
| myšice temnopásá Apodemus agrarius      |                    | bez ochrany       | 3                 | • původní                                                |
| myšivka horská Sicista betulina         |                    | silně ohrožený    | 3                 | • původní                                                |
| myšice lesní Apodemus flavicollis       |                    | bez ochrany       | 3                 | • původní                                                |
| myšice křovinná Apodemus sylvaticus     |                    | bez ochrany       | 3                 | • původní                                                |
| myšice malooká Apodemus uralensis       |                    | bez ochrany       | 3                 | • původní                                                |
| plch velký Glis glis                    |                    | ohrožený          | 3                 | • původní                                                |
| plšík lískový Muscardinus avellanarius  |                    | silně ohrožený    | 3                 | • původní                                                |
| plch zahradní Eliomys quercinus         |                    | kriticky ohrožený | 3                 | • původní                                                |
| plch lesní Dryomys nitedula             |                    | silně ohrožený    | 4                 | • původní                                                |

## Letouni
Na území Česka žije 27 druhů letounů, viz Seznam netopýrů Česka pro kompletní seznam.

## Hmyzožravci
| Druh                                    | Obrázek | Ohrožení dle ČR | Ohrožení dle IUCN | Původ taxonu |
| --------------------------------------- | ------- | --------------- | ----------------- | ------------ |
| ježek východní Erinaceus concolor       |         | bez ochrany     | 3                 | • původní    |
| ježek západní Erinaceus europaeus       |         | bez ochrany     | 3                 | • původní    |
| rejsec černý Neomys anomalus            |         | bez ochrany     | 3                 | • původní    |
| rejsec vodní Neomys fodiens             |         | bez ochrany     | 3                 | • původní    |
| rejsek horský Nectogale elegans         |         | silně ohrožený  | 3                 | • původní    |
| rejsek obecný Sorex araneus             |         | bez ochrany     | 3                 | • původní    |
| rejsek malý Sorex minutus               |         | bez ochrany     | 3                 | • původní    |
| bělozubka bělobřichá Crocidura leucodon |         | ohrožený        | 3                 | • původní    |
| bělozubka šedá Crocidura suaveolens     |         | bez ochrany     | 3                 | • původní    |
| krtek obecný Talpa europaea             |         | bez ochrany     | 3                 | • původní    |

## Primáti
| Druh                       | Obrázek | Ohrožení dle ČR | Ohrožení dle IUCN | Původ taxonu |
| -------------------------- | ------- | --------------- | ----------------- | ------------ |
| člověk moudrý Homo sapiens |         | bez ochrany     | 3                 | • původní    |